# Чан Тхэ Иль
Чан Тхэ Иль (кор. 장태일; род. 10 апреля 1965, Тамян) — южнокорейский боксёр, представитель второй наилегчайшей весовой категории. Выступал на профессиональном уровне в период 1981—1989 годов, владел титулом чемпиона мира по версии IBF, был претендентом на титул чемпиона мира по версии WBA.

## Биография
Чан Тхэ Иль родился 10 апреля 1965 года в уезде Тамян провинции Чолла-Намдо, Южная Корея.
Дебютировал в боксе на профессиональном уровне в октябре 1981 года, при этом первый его поединок окончился ничьей. В дальнейшем одержал несколько побед, но случались в его послужном списке и поражения.
В сентябре 1984 года завоевал титул чемпиона Южной Кореи во второй наилегчайшей весовой категории, однако вскоре лишился этого титула, проиграв по очкам соотечественнику Бан Сон Хёну.
В июне 1986 года стал обладателем вакантного титула чемпиона Восточной и тихоокеанской боксёрской федерации (OPBF) во втором наилегчайшем весе, выиграв по очкам у непобеждённого филиппинца Эделя Джеронимо.
Одержав ещё несколько побед в рейтинговых поединках, в 1987 году Чан удостоился права оспорить вакантный титул чемпиона мира по версии Международной боксёрской федерации (IBF) и вышел на ринг против другого корейца Квон Сун Чхона, ранее уже владевшего титулом чемпиона мира. Противостояние между ними продлилось все отведённые 15 раундов, в итоге судьи раздельным решением отдали победу Чану.
Тем не менее, Чан Тхэ Иль оставался чемпионом не долго, уже в рамках первой защиты в том же году он уступил свой чемпионский пояс индонезийцу Элли Пикалю, проиграв ему раздельным судейским решением.
Впоследствии Чан вернул себе титул чемпиона OPBF, защитил его три раза и в январе 1989 года предпринял попытку заполучить титул чемпиона мира во втором наилегчайшем весе по версии Всемирной боксёрской ассоциации (WBA) — отправился боксировать в Таиланд с местным боксёром Кхаосаем Гэлакси. Действующий чемпион нокаутировал его уже во втором раунде, и на этом поражении кореец принял решение завершить карьеру профессионального спортсмена. В общей сложности на профи-ринге он провёл 31 бой, из них 26 выиграл (в том числе 11 досрочно), 4 проиграл, тогда как в одном случае была зафиксирована ничья.